# Israelitische Töchterschule

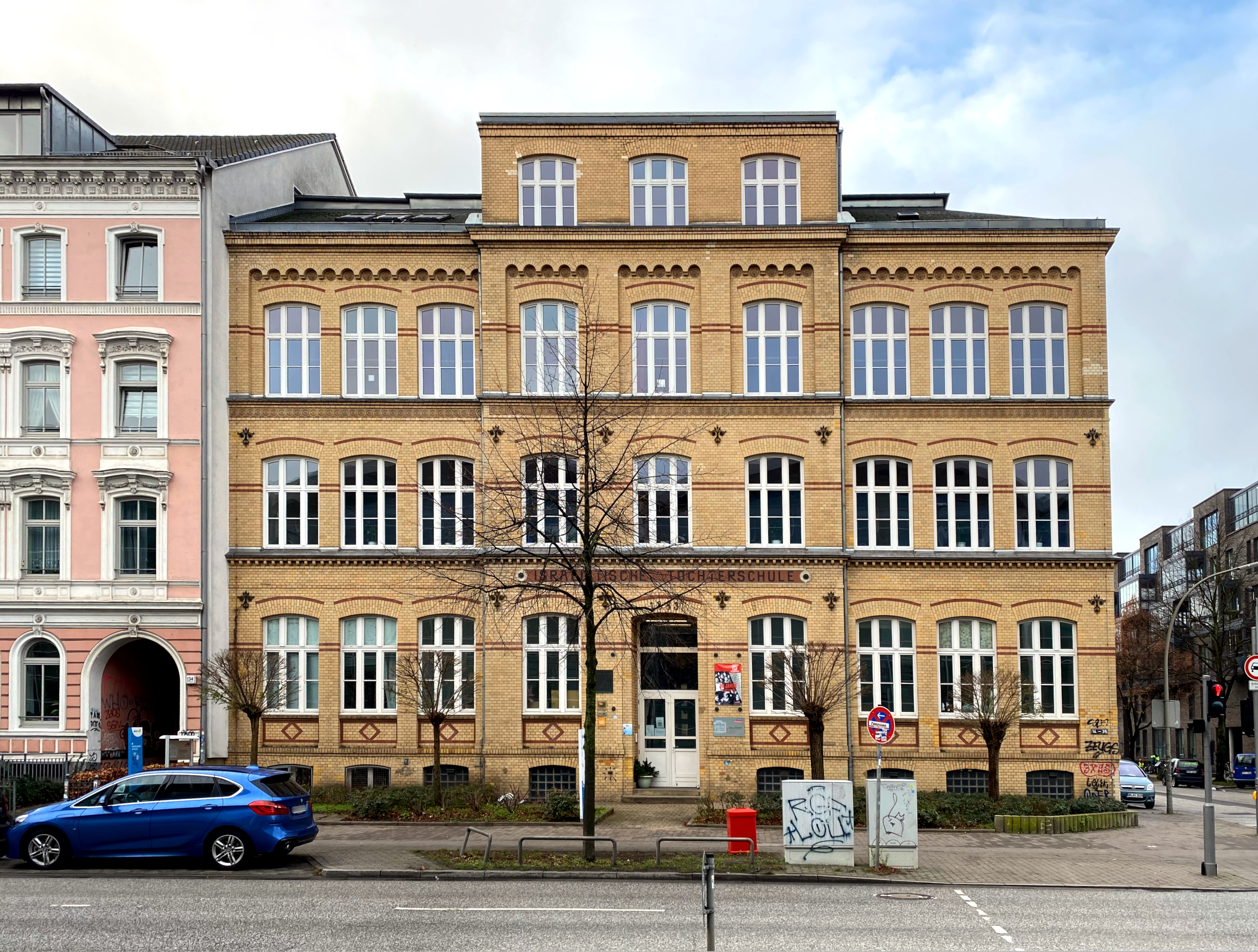
Schulgebäude

Die Israelitische Töchterschule war eine Schule im Hamburger Karolinenviertel, die von 1884 bis 1942 bestand.
Die Schule entstand 1884 durch den Zusammenschluss von zwei kleineren Mädchenschulen. Das Schulgebäude wurde am 20. April 1884 eröffnet. 1900 wurde das Gebäude durch eine Turnhalle erweitert und 1910 wurden eine Lehrküche sowie Fachräume für Physik- und Chemieunterricht eingerichtet. Nach der Verabschiedung der Nürnberger Gesetze nahm die Schule Schülerinnen auf, die wegen ihres jüdischen Glaubens von anderen Schulen verwiesen wurden. Am 1. April 1939 wurde die Schule mit der Talmud-Tora-Schule zusammengelegt und der Unterricht wurde ab sofort im Gebäude der Talmud Tora Schule im Grindelviertel abgehalten. Im September 1939 wurde das Gebäude im Grindelviertel geräumt, und die Schule zog zurück in die Karolinenstraße. Das Gebäude in der Karolinenstraße wurde am 15. Mai 1942 ebenfalls geräumt, was das Ende der letzten jüdischen Schule in Hamburg bedeutete.
Nach dem Ende des Krieges zog eine Sprachheilschule in das Schulgebäude. 1981 wurde das Gebäude unter Denkmalschutz gestellt und die historische Inschrift rekonstruiert. Eine Gedenktafel an der Fassade wurde 1984 angebracht. 1988 wurde das Gebäude zur Gedenk- und Bildungsstätte umgestaltet. Die Trägerschaft übernahm die Hamburger Volkshochschule. Seitdem finden dort Veranstaltungen im Rahmen politischer Bildung vor allem zu jüdischen Themen statt und es wird durch eine Dauerausstellung über die Geschichte der jüdischen Schulen in Hamburg informiert. 1998 wurde das Gebäude zum Gedenken an Alberto Jonas, den letzten Schulleiter der Schule, in Dr. Alberto Jonas-Haus umbenannt. Auch die Turnhalle mit Zugang von der Flora-Neumann-Straße wurde renoviert mit der Nutzung als Synagoge und Veranstaltungsraum mit Bühne, als Eingang wurde ein Anbau gebaut.